# Merahna
Merahna (în arabă المرهنة) este o comună din provincia Souk Ahras, Algeria.
Populația comunei este de 13.319 locuitori (2008).